# Dioscorea zingiberensis
Dioscorea zingiberensis là một loài thực vật có hoa trong họ Dioscoreaceae. Loài này được C.H.Wright mô tả khoa học đầu tiên năm 1903.